# Famille von Oertzen
La famille von Oertzen est une ancienne famille noble du Mecklembourg d'origine slave. Parce que les membres de la famille sont parmi les signataires de l'Union des États en 1523, la famille est comptée parmi la noblesse indigène (ancienne noblesse) dans le Mecklembourg.

## Nom de famille
Le nom signifie quelque chose comme l'homme de l'angle au bord du lac ou encore le laboureur. Le nom Uritz s'est transformé au fil du temps en Oritz, Ordessen puis Oertzen.

## Histoire

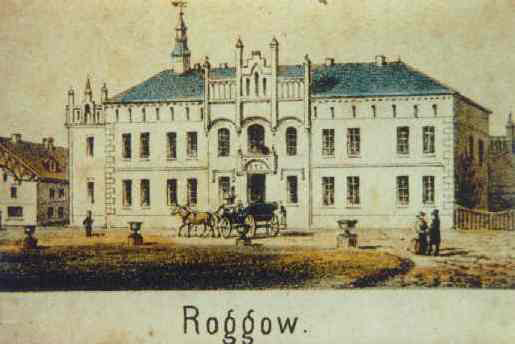
Manoir de Roggow, vue historique (vers 1858)

En 1192, un Iritz est mentionné dans l'entourage de la cour du prince Henri Borwin Ier. La famille apparaît alors pour la première fois dans un document le 11 février 1260 avec Thidericus de Oeressen, avec qui commence la lignée.
Le plus ancien siège ancestral de la famille von Oertzen est le manoir de Roggow sur la côte de la mer Baltique, qui appartient à la famille sans interruption depuis le XIVe siècle au plus tard jusqu'à son expropriation en 1945. Des documents mentionnent en 1345 un certain Hermann von Oertze van Rogghowe, mais on suppose que Roggow est déjà passé dans la famille bien avant. Le manoir et une partie de l'ancien domaine de Roggow sont rachetés par la famille von Oertzen après la chute du mur.
La famille se divise ensuite en branches de Roggow et Helpte (acquise en 1665).
Dans le registre d'inscription de l'abbaye de Dobbertin, on trouve 107 inscriptions de filles des familles von Oertzen de 1696 à 1908, originaires de Roggow, Kittendorf, Brunn, Leppin, Ankershagen, Groß Vielen, Lübbersdorf, Barsdorf, Kotelow, Rattey, Cosa et Briggow, en vue de leur admission dans le couvent de dames nobles de cette ville.

## Possessions
Les possessions historiques des Oertzen comprennent le plus ancien siège ancestral de Roggow (1345-1945, à nouveau propriété familiale depuis 1993) et notamment Wustrow (de) dans le XIVe siècle, Gerdshagen (de) (1459-1772), Gnemern (?-1661), Gorow (1506-1767), Helpt (1665-1753), le fidéicommis de Kotelow (1672-1945) avec Brunn (1812-?), Rattey (1690–1944) avec Charlottenhof, Adolfseck et Brohm (1846–1945), Blumenow (1694–1905), Bagenz (Basse-Lusace, 1695 au milieu du XIXe siècle) avec Klein Düben (1785-1824) et Dubraucke (1795-?), le fidéicommis de Leppin avec la ferme Cronsberg (depuis 1705, 1927 vendu, puis acquis Saunstorf (Bobitz)), Klein Nienhagen (1715-1790), le fidéicommis de Kittendorf (1751–1945) avec Mittelhof et Övelgünde, le fidéicommis de Briggow (1791–1945), Federow (1769–1820), Zahren (1782–1836), Neddemin (1804–1883), le fidéicommis de Salow (1815–1945) avec Remlin (1866–1926), Alt Vorwerk avec Neu-Vorwerk (1826–1945), le fidéicommis de Lübbersdorf (depuis 1846, vendu en 1927) avec Cosa (1846–1945) et Barsdorf (? - ?), Pamitz (à partir de 1847), Dorow en Poméranie-Orientale (1852-1945), Teschow (1872-1870), Kaeselow (1878-1901), Hoheneiche (Osowa Góra près de Bromberg, au XIXe Siècle), Rothen avec Groß Flotow (1887–1945, ce dernier racheté après 1990), Liessow avec Rautenhof (vers 1900–1945), Tessin (près de Ventschow, ? à 1945), Wichmannsdorf (1904-1945), Saunstorf (1931-1945), à la suite du mariage d'un fils cadet de Briggow (1918) Château de Wustrau à Brandebourg (1933-1945), Groß Many (? – ? ), Kavelstorf (? - ? ), Woltow (? - ? ),

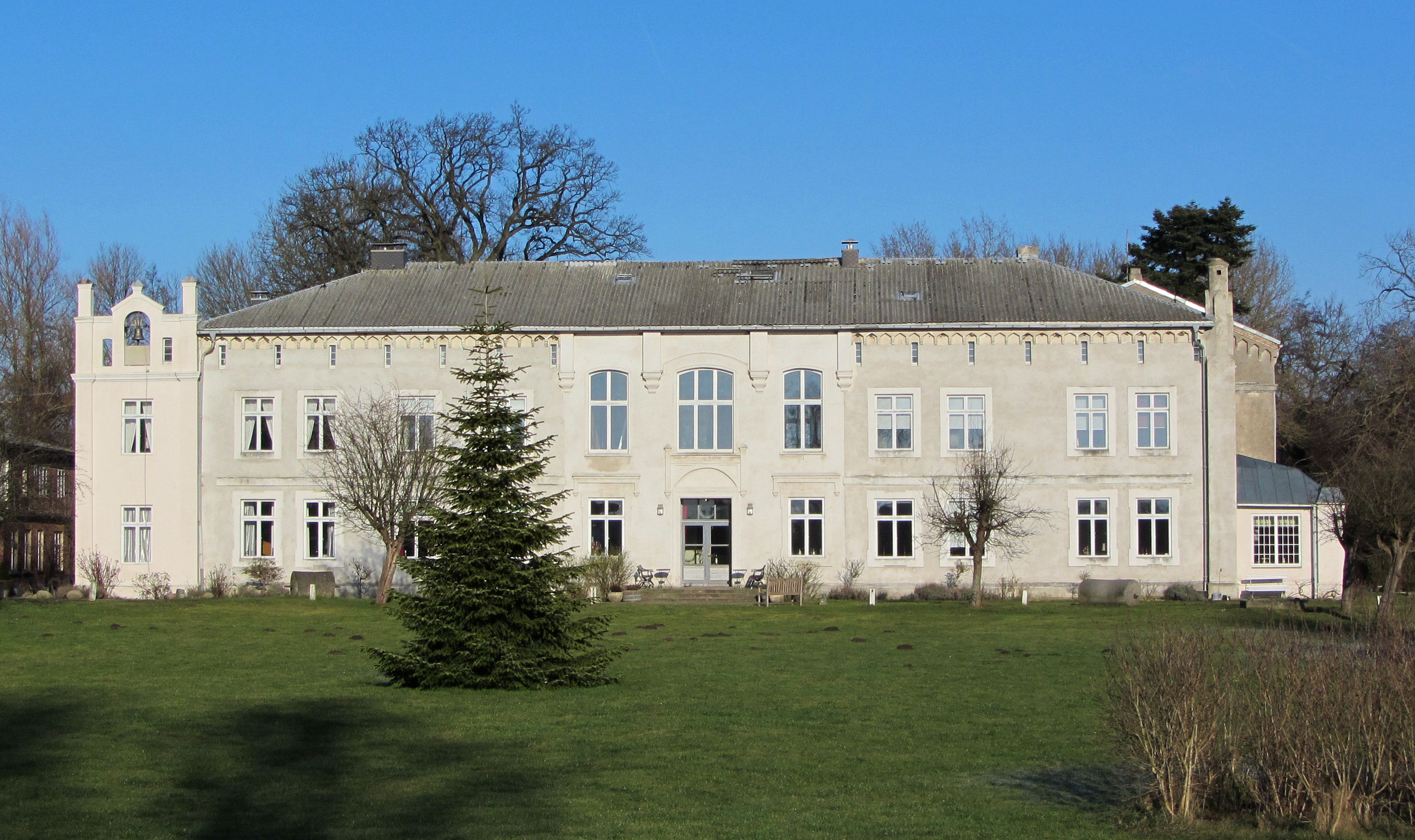
Roggow, siège ancestral
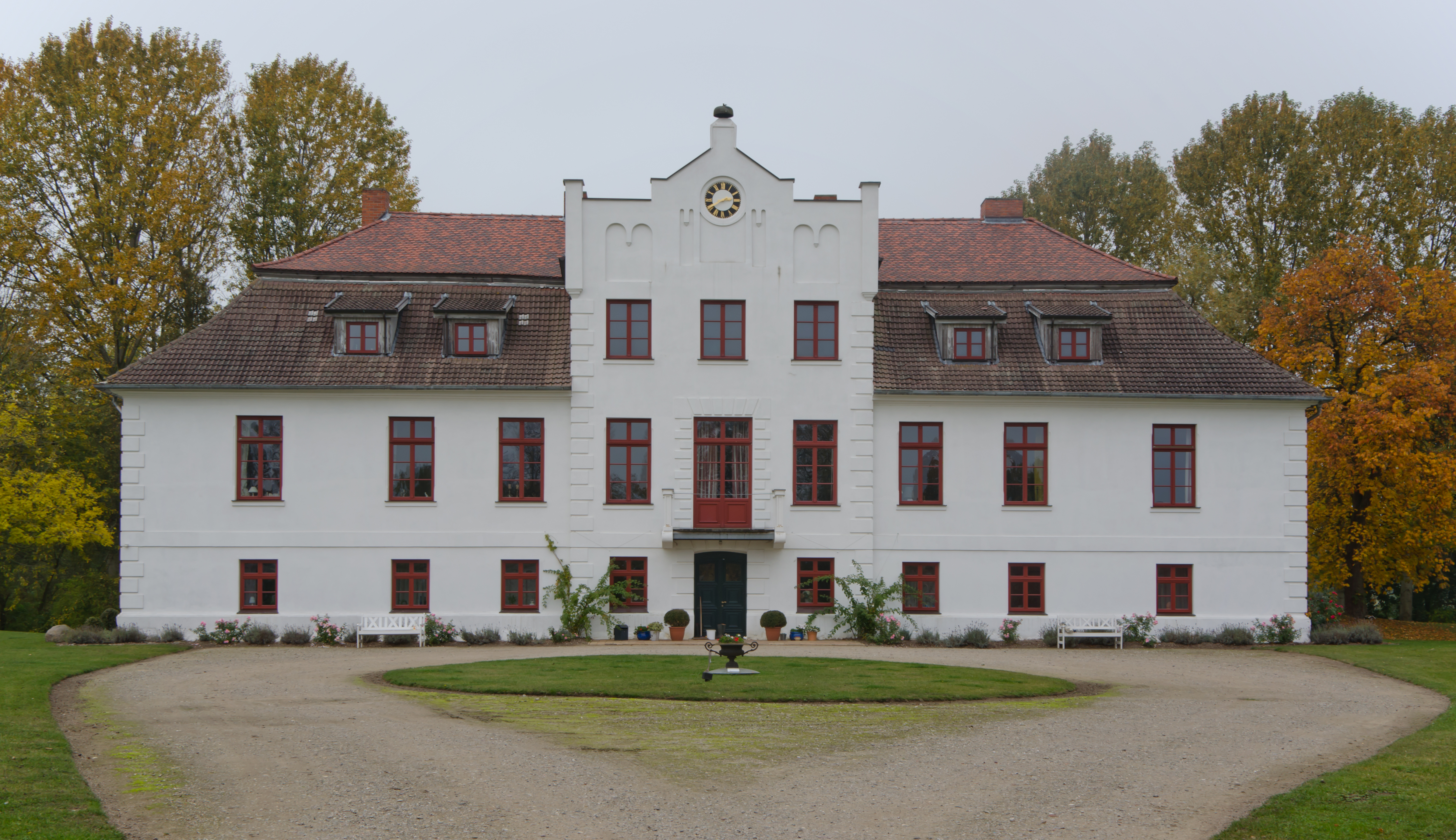
Gerdshagen (de)
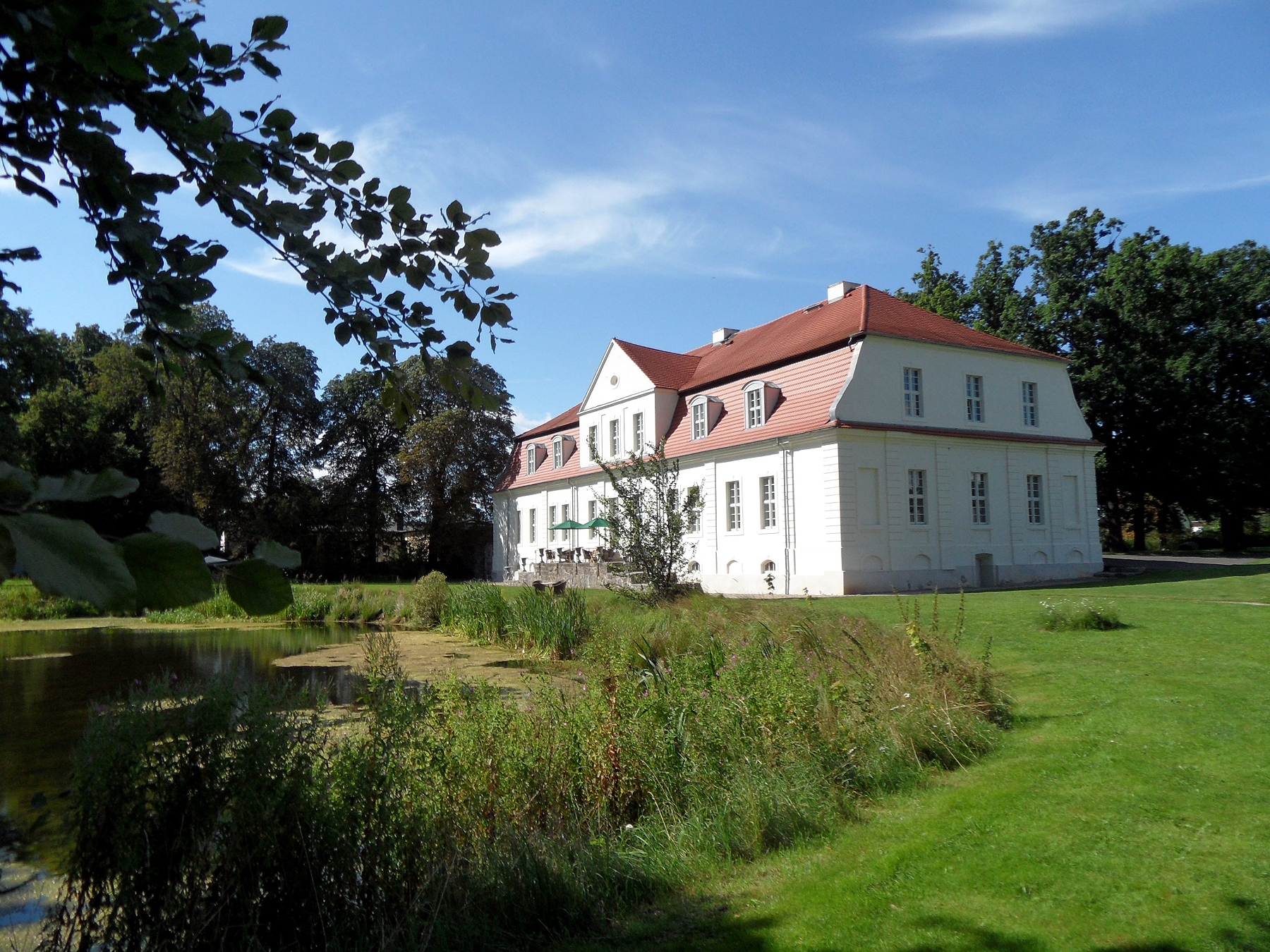
Kotelov
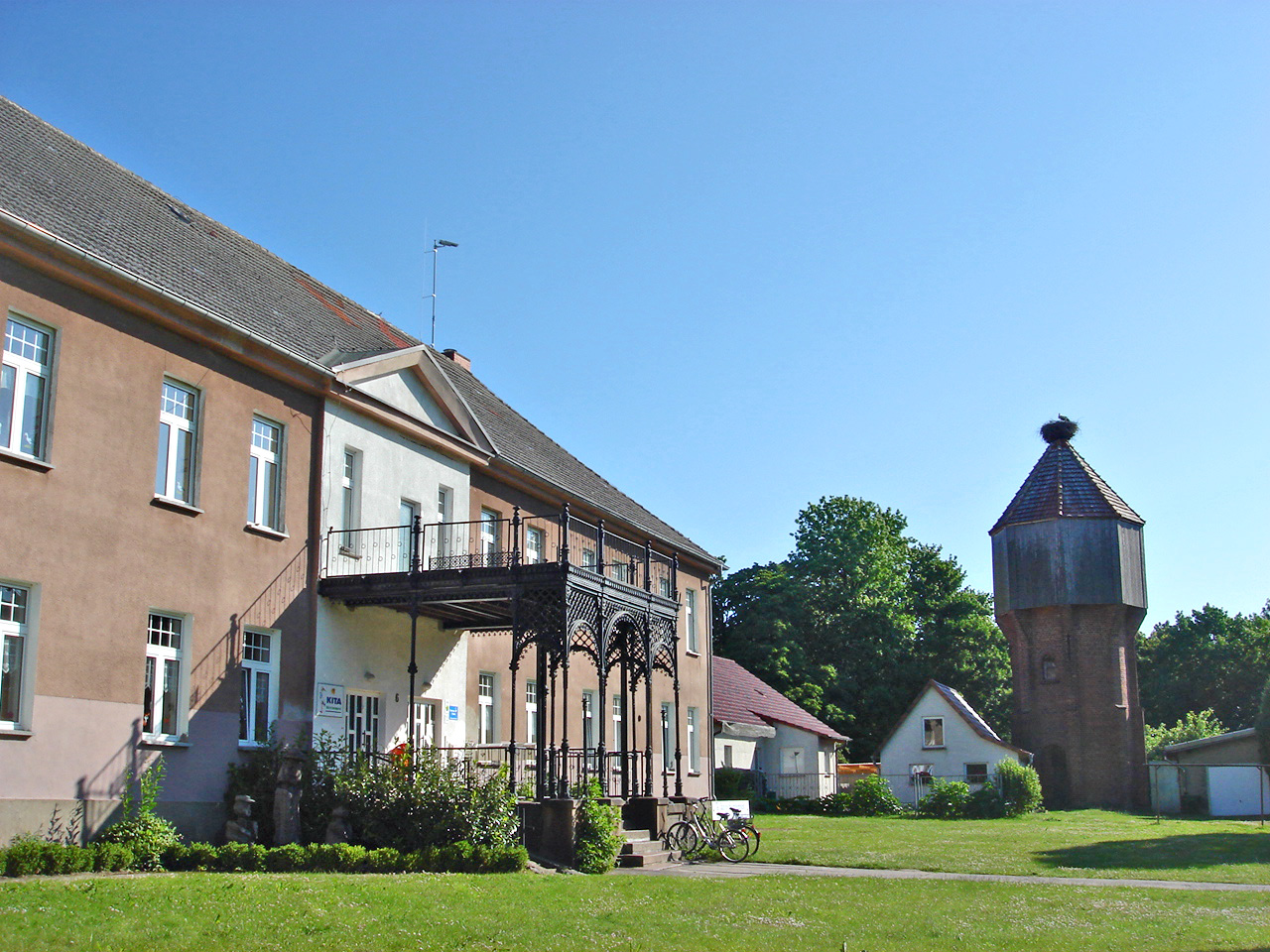
Brunn
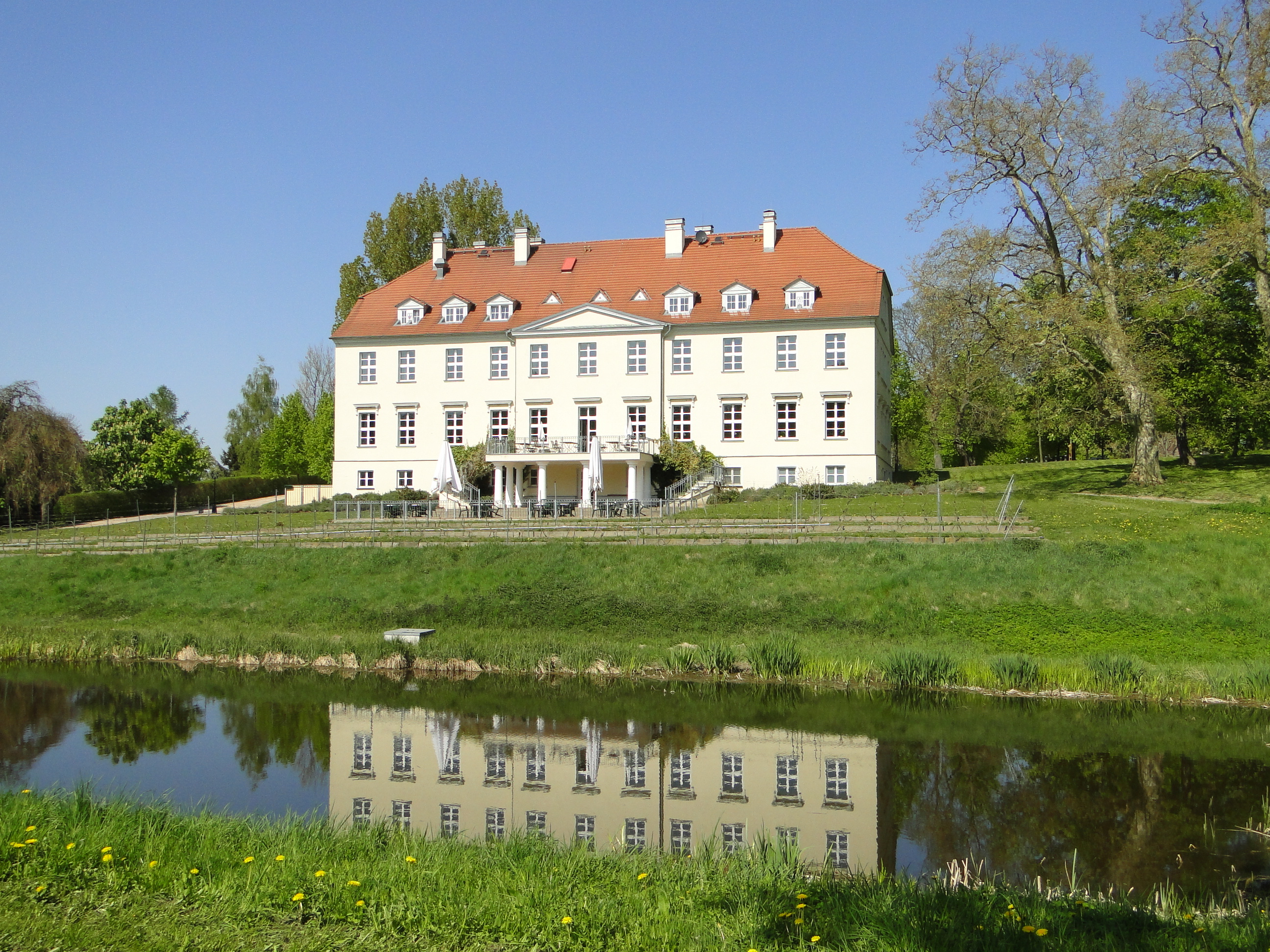
Ratté
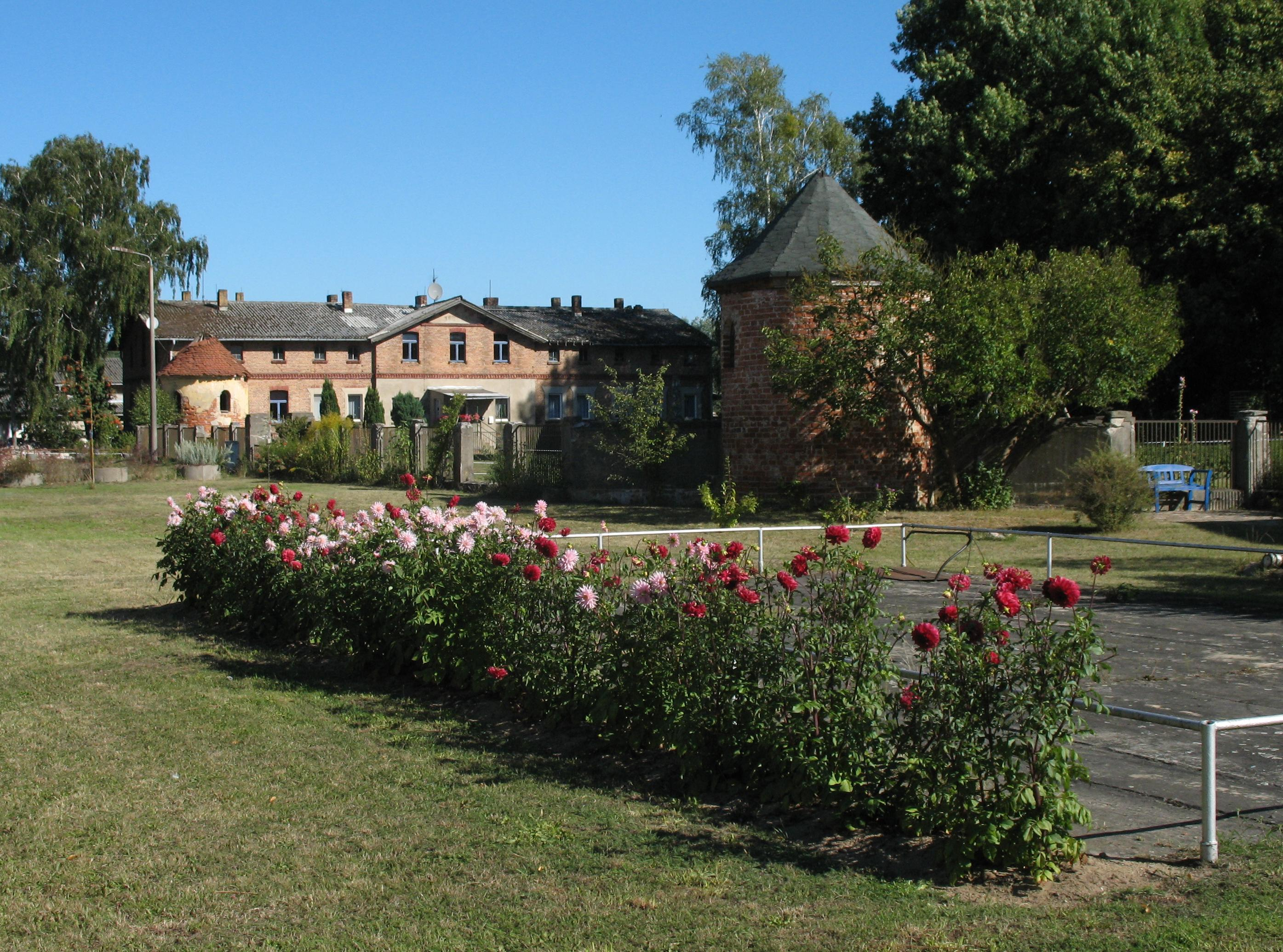
Blumenow
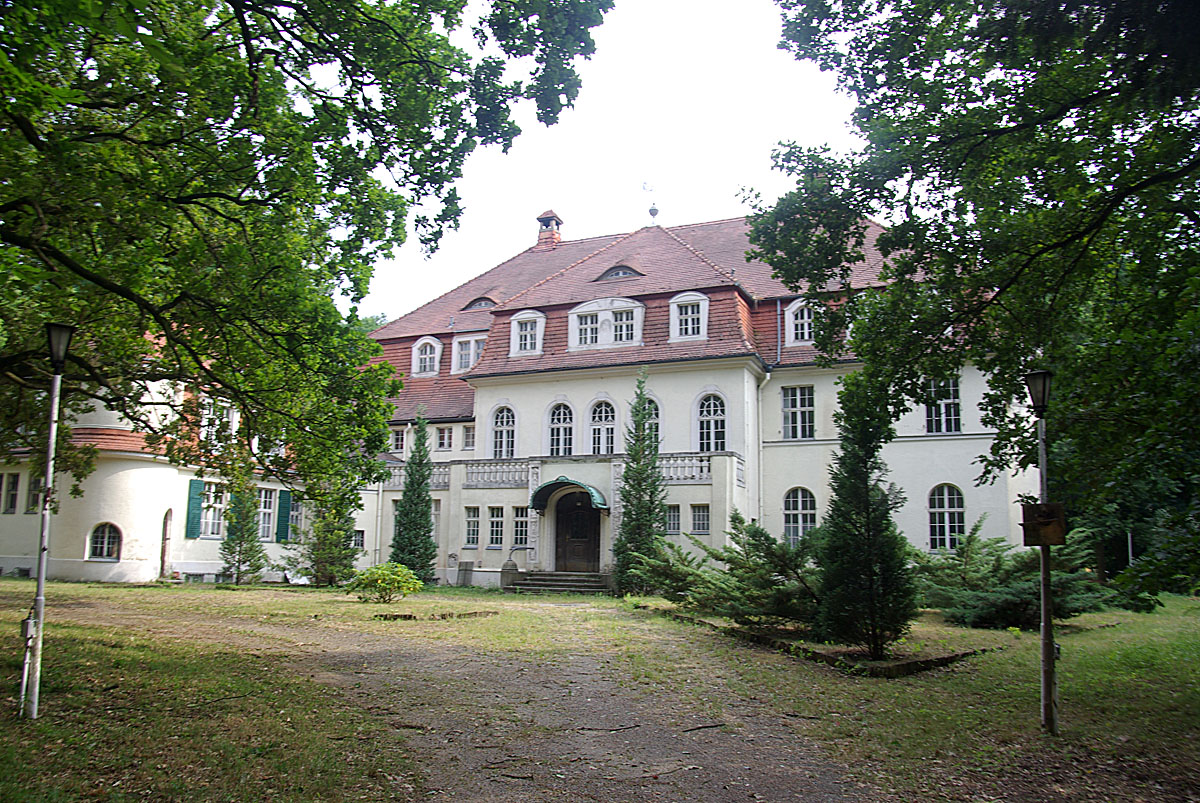
Bagenz, Basse-Lusace
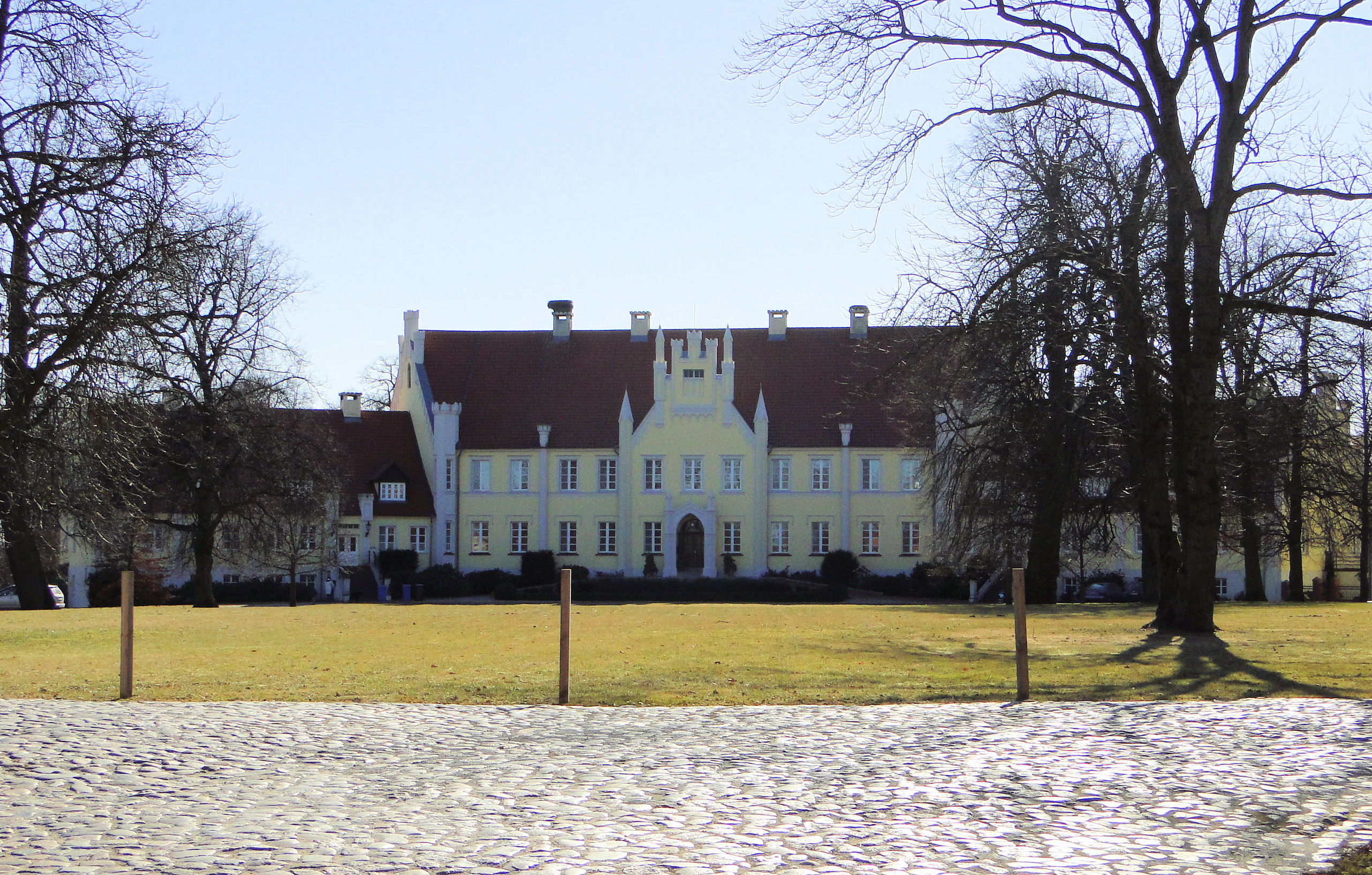
Leppin
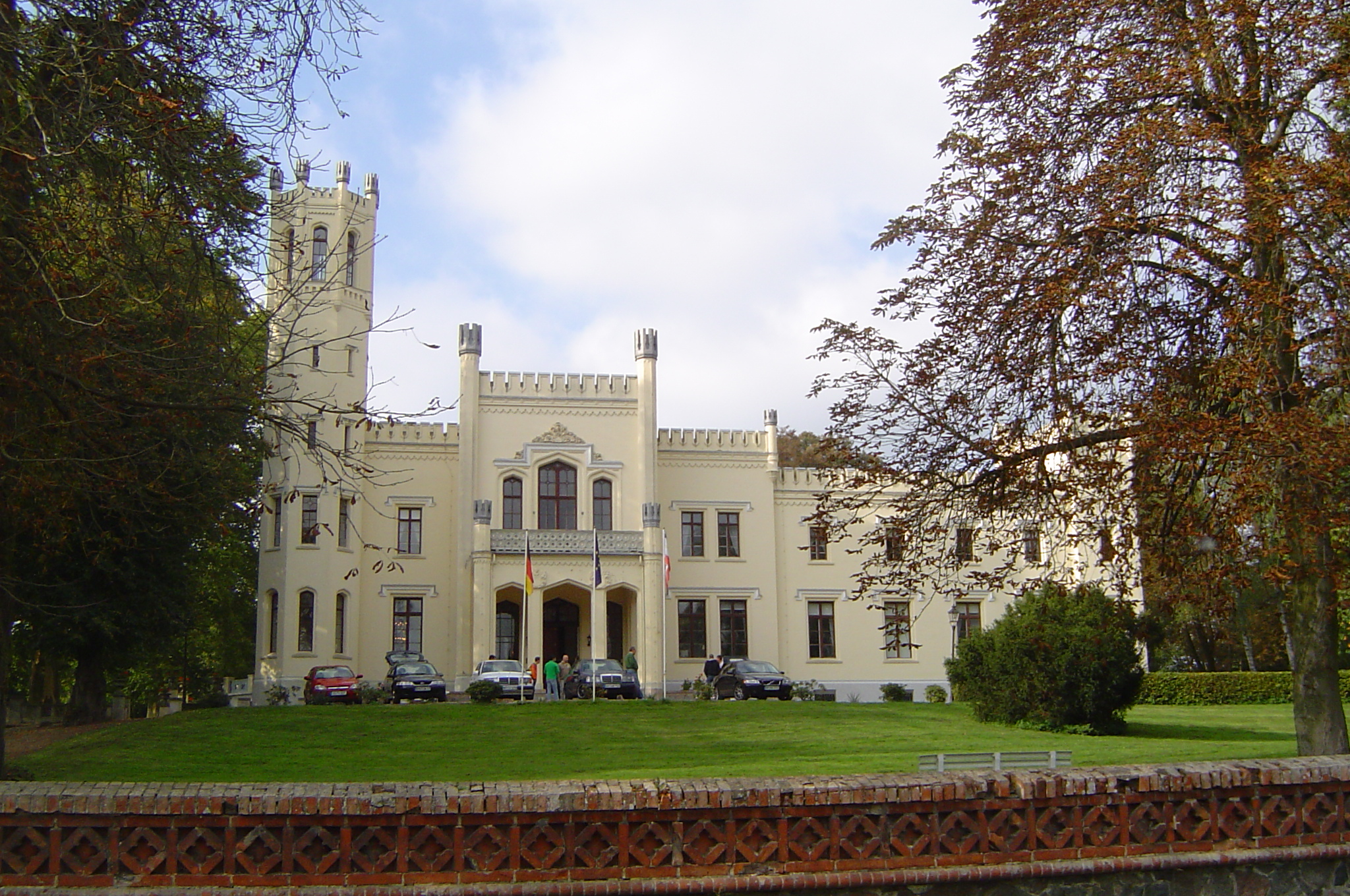
Kittendorf
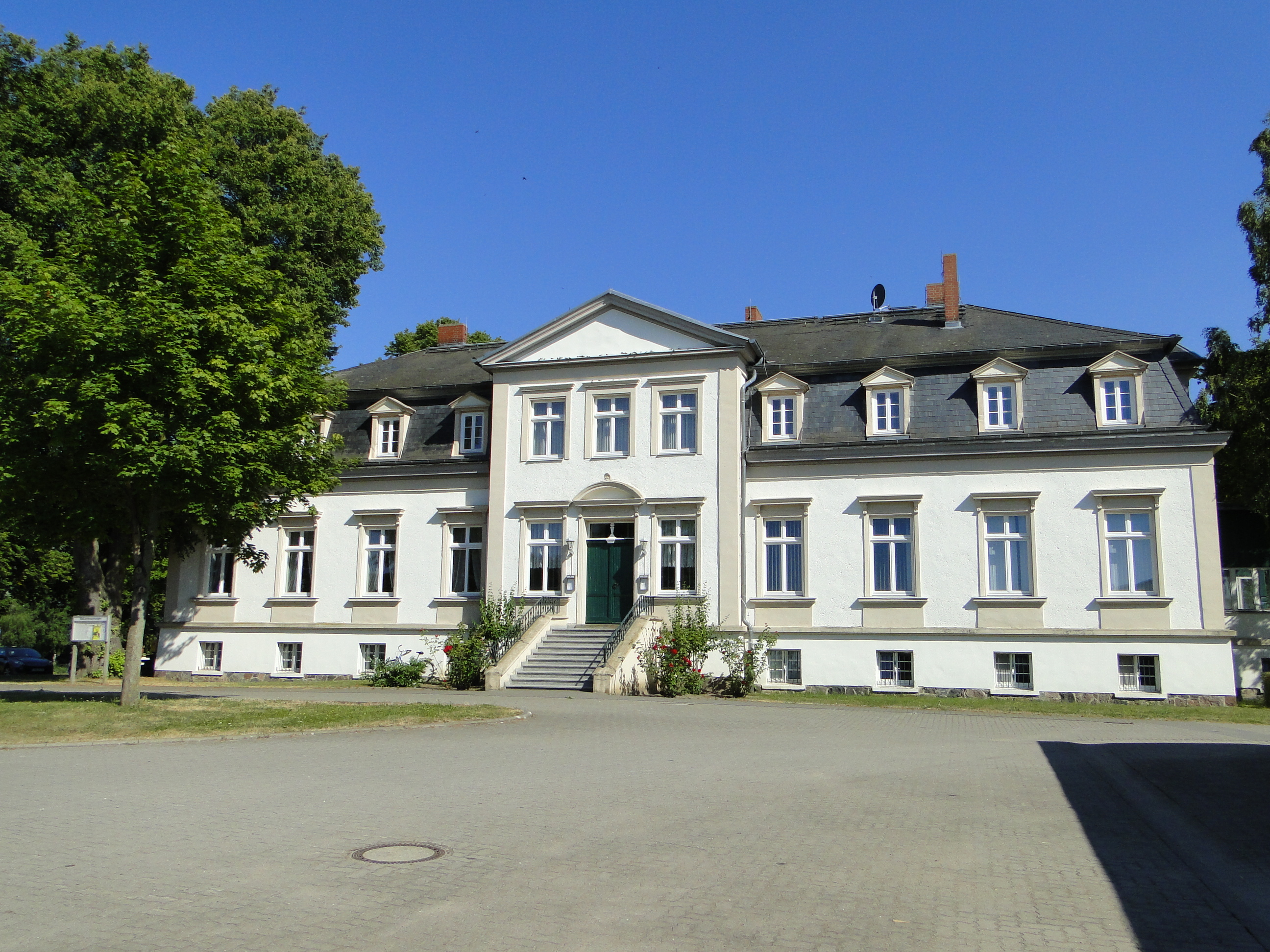
Briggow
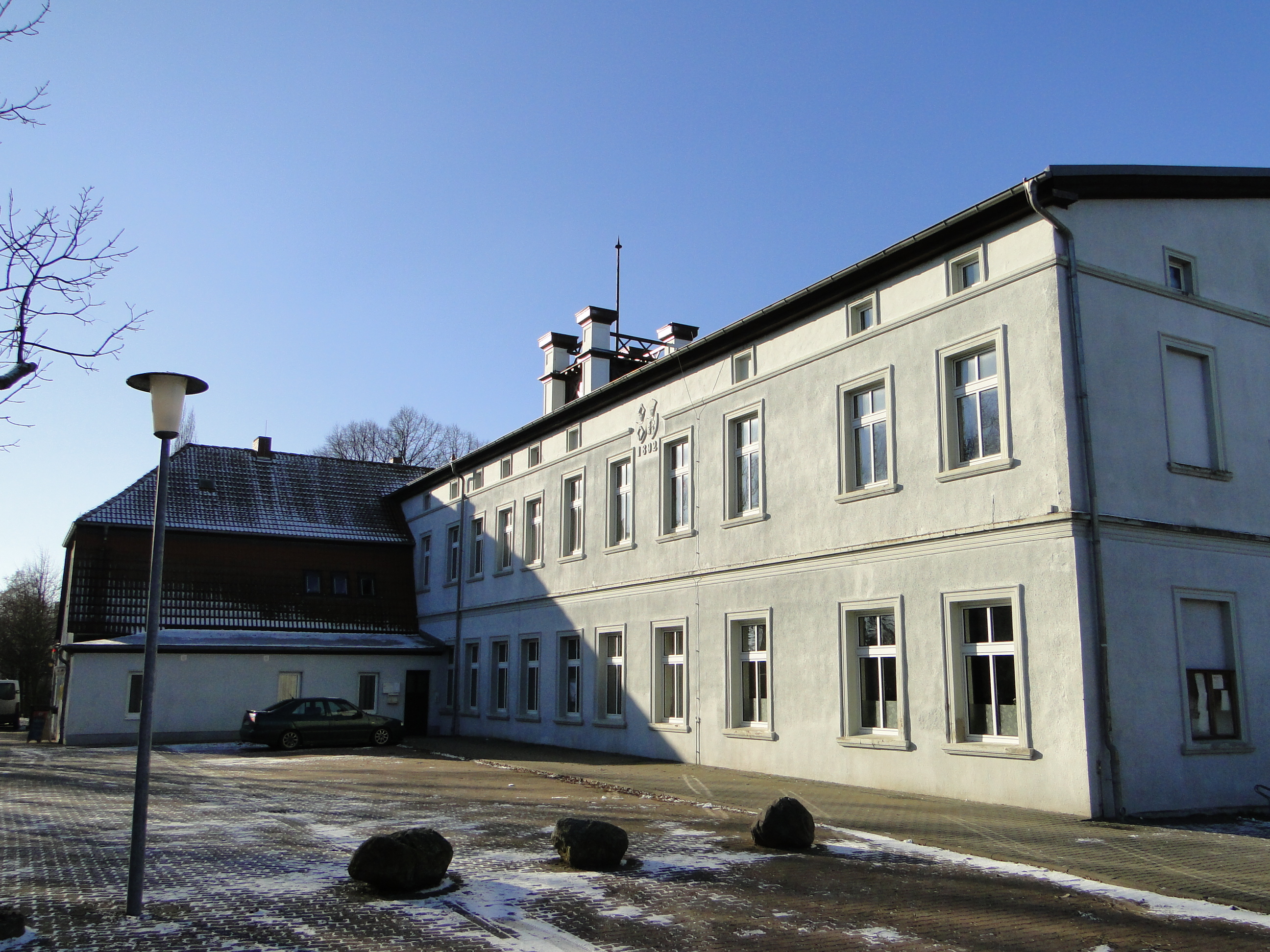
Salow
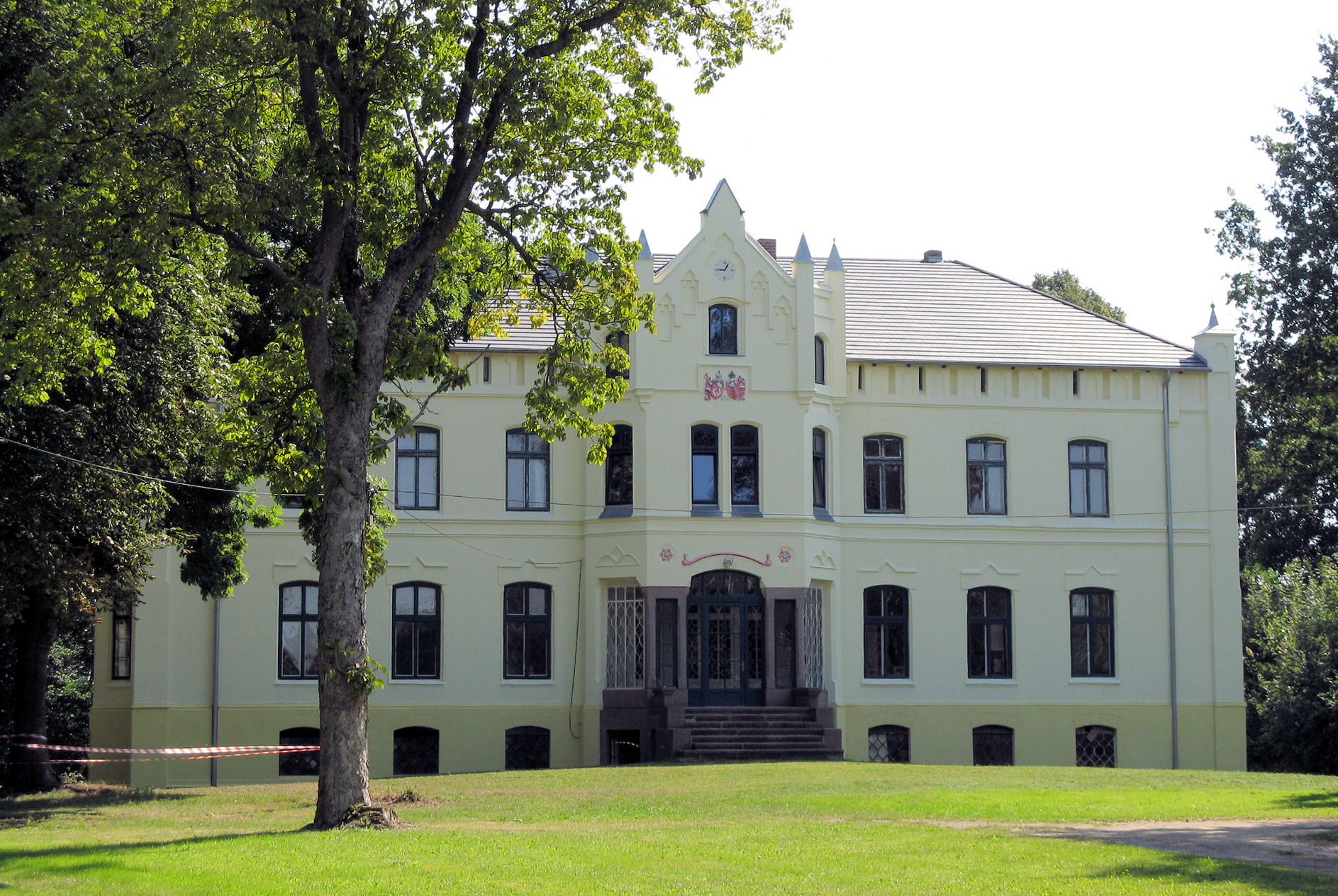
Alt Vorwerk
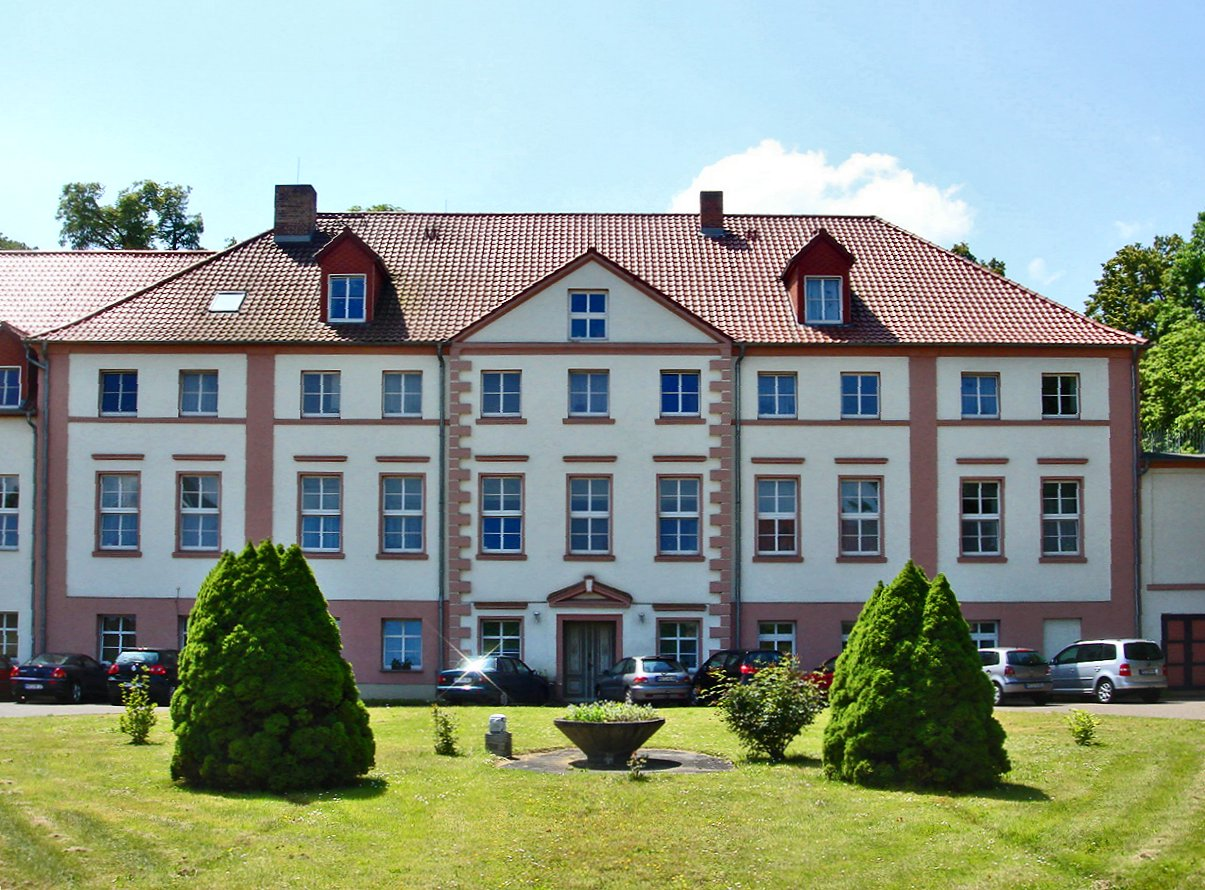
Siège de la ligne Helpter à Lübbersdorf
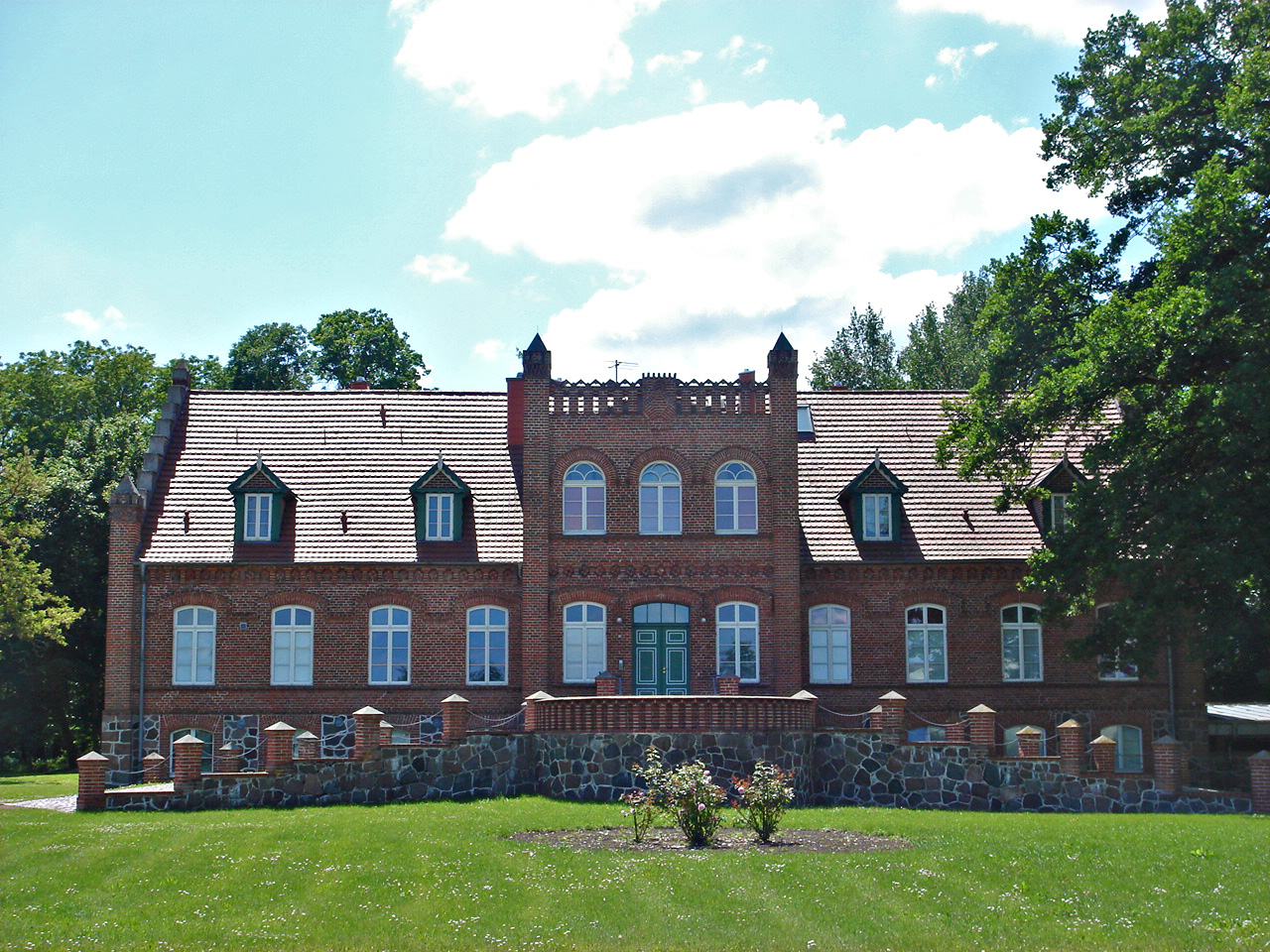
Cosa près de Friedland
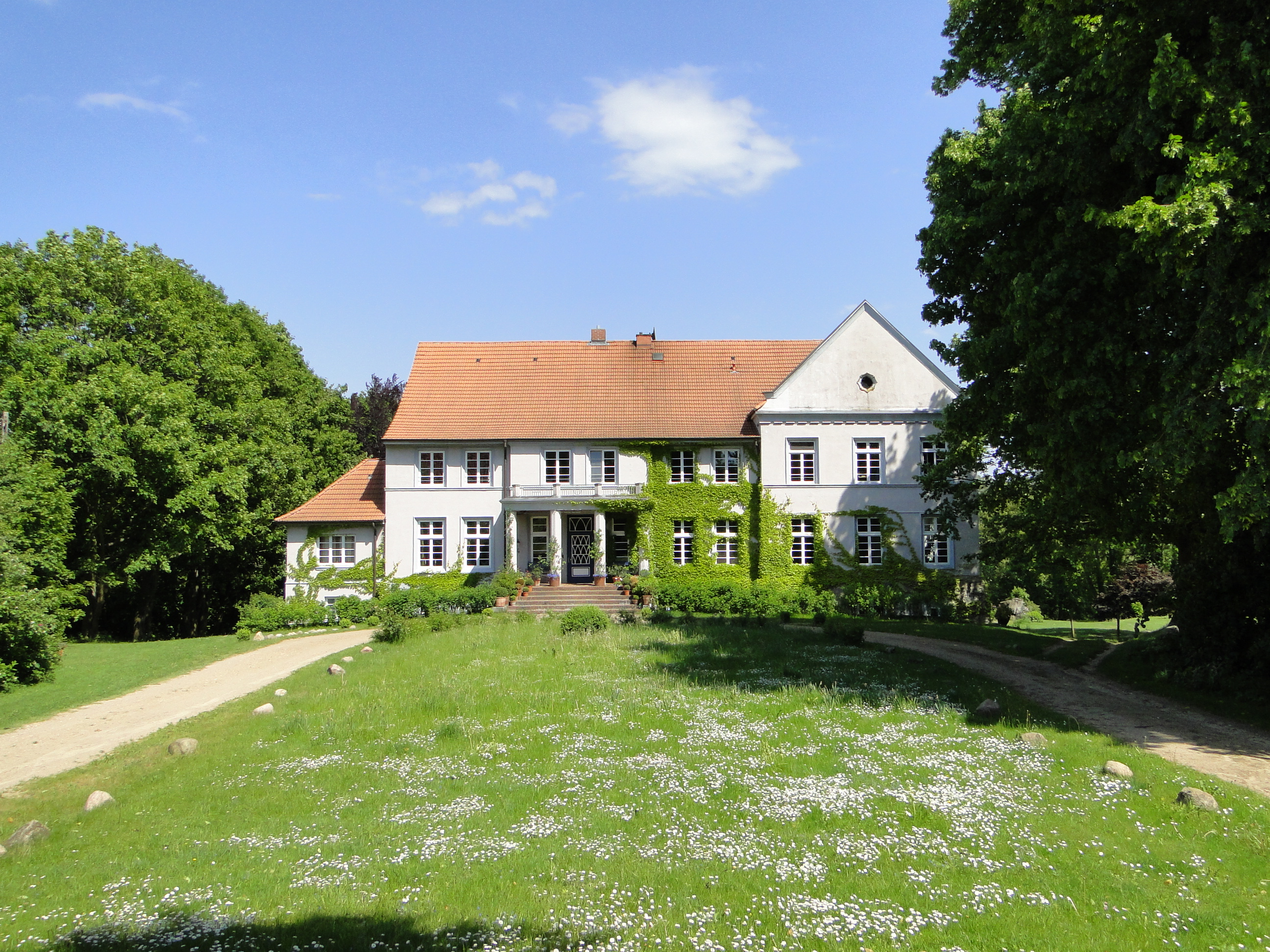
Rothen
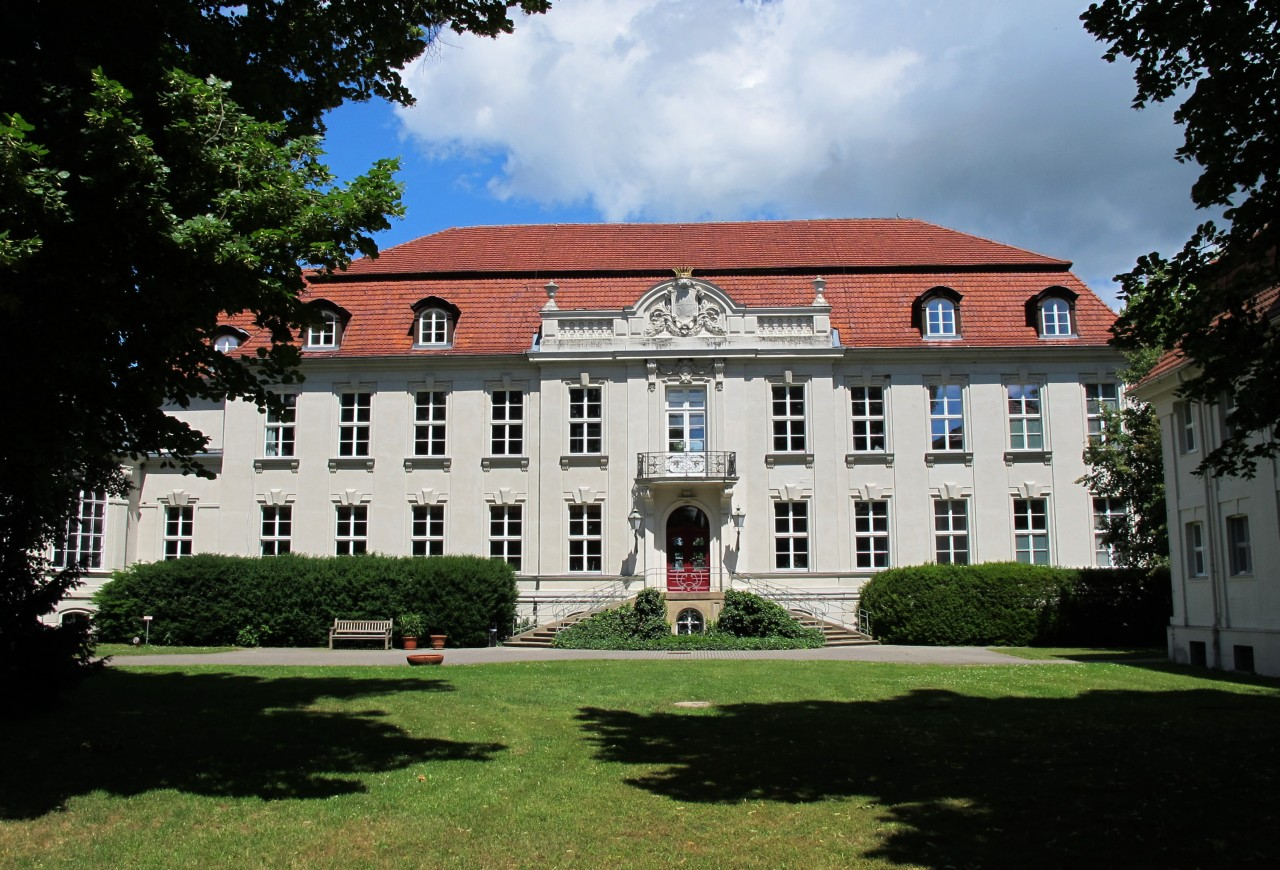
Wustrau, Brandebourg
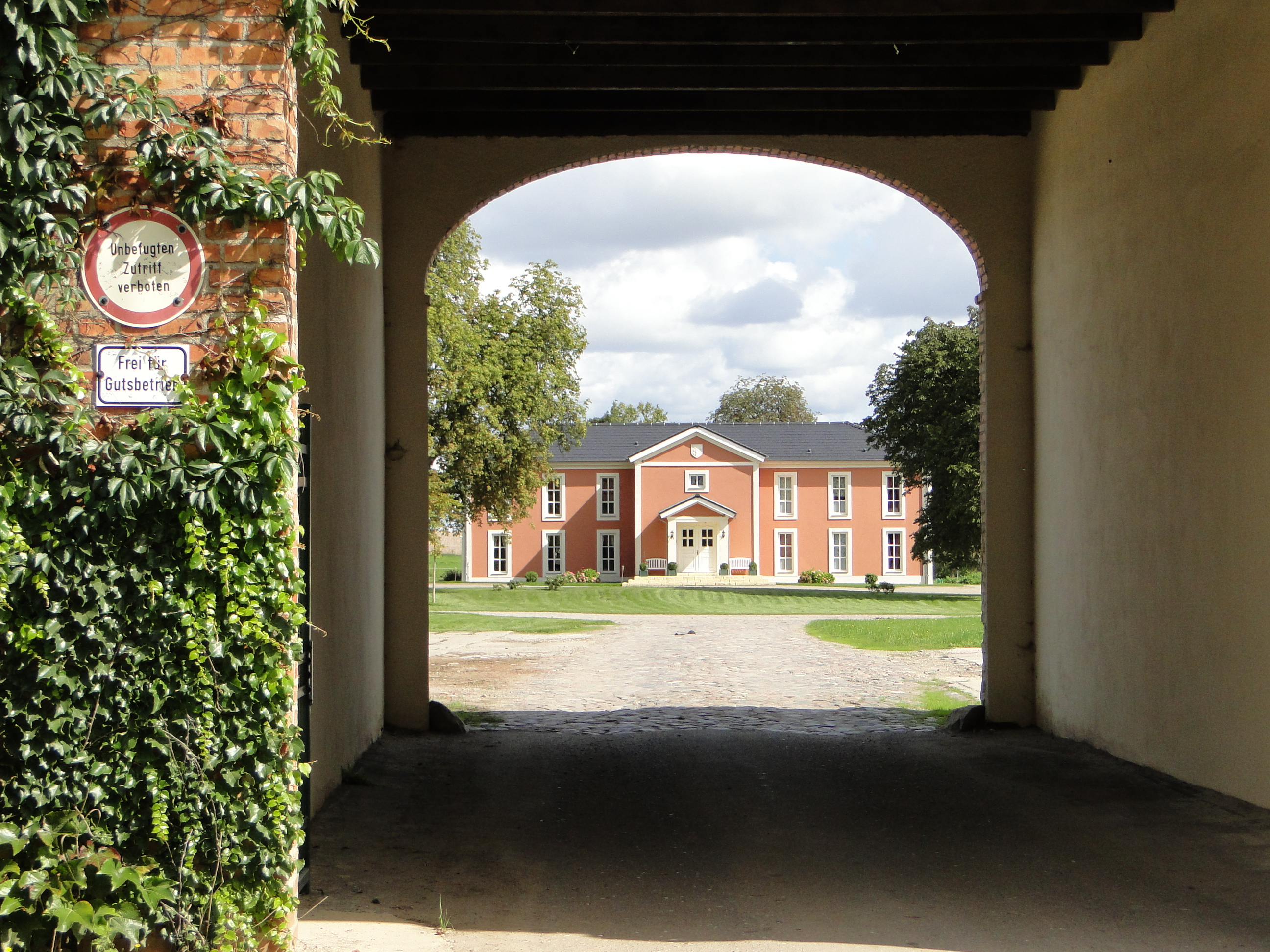
Groß Flotow

## Changements de rang
La famille von Oertzen a deux branches :
Le 27 avril 1733, le gentilhomme de la chambre danois Friedrich von Oertzen de la branche de Helpte est élevé au rang de comte danois. Il meurt en tant que conseiller privé à Kiel en 1779 sans laisser d'héritiers mâles.
Le 29 juin 1792, le général de division saxon Carl Ludwig von Oertzen de la branche de Bagenz, sur Klein Düben et Dubrauke, est élevé au rang de comte impérial par l'électeur Frédéric-Auguste III de Saxe comme vicaire impérial,. Cette lignée comtale s'est également éteinte.

## Armes
Le blason principal montre deux bras blindés d'argent en rouge, dont les mains nues tiennent ensemble un anneau d'or. Sur le casque des lambrequins rouge et argent couvre les bras avec l'anneau.
Friedrich von Oertzen de la branche de Helpte augmente ses armoiries en 1733 à l'occasion de son élévation au rang de comte danois avec les images de bouclier de sa femme et de ses ancêtres maternels : le Friis (écureuil : deux fois, puisque sa femme et mère porte le nom de Friis), le Svan (cygne) et le wibe (kibitz).
Carl Ludwig von Oertzen, de Klein Düben et Dubrauke, ajoute deux étoiles d'argent à son bouclier en 1792 à l'occasion de son élévation au rang de comte impérial.

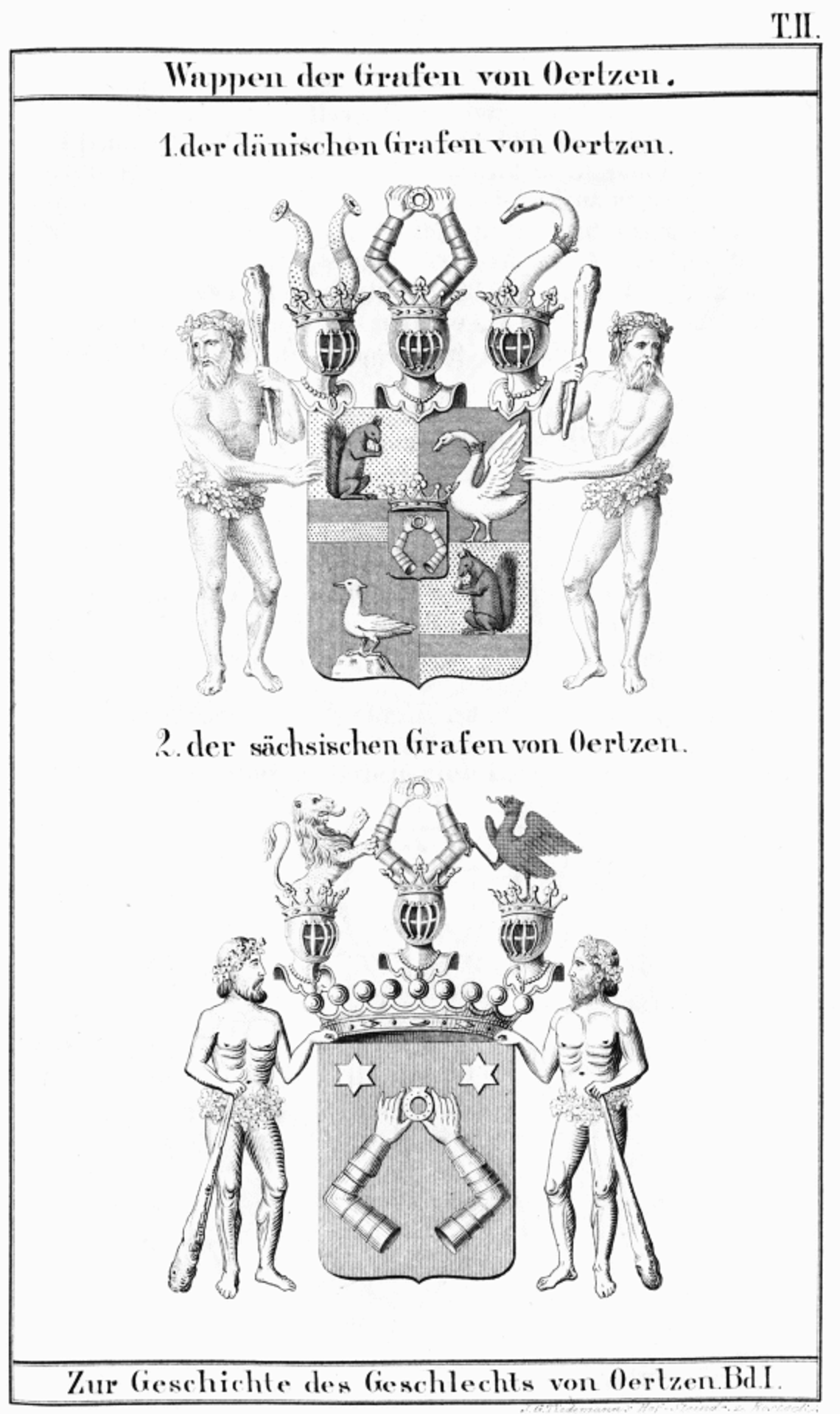
Armoiries des comtes d'Oertzen
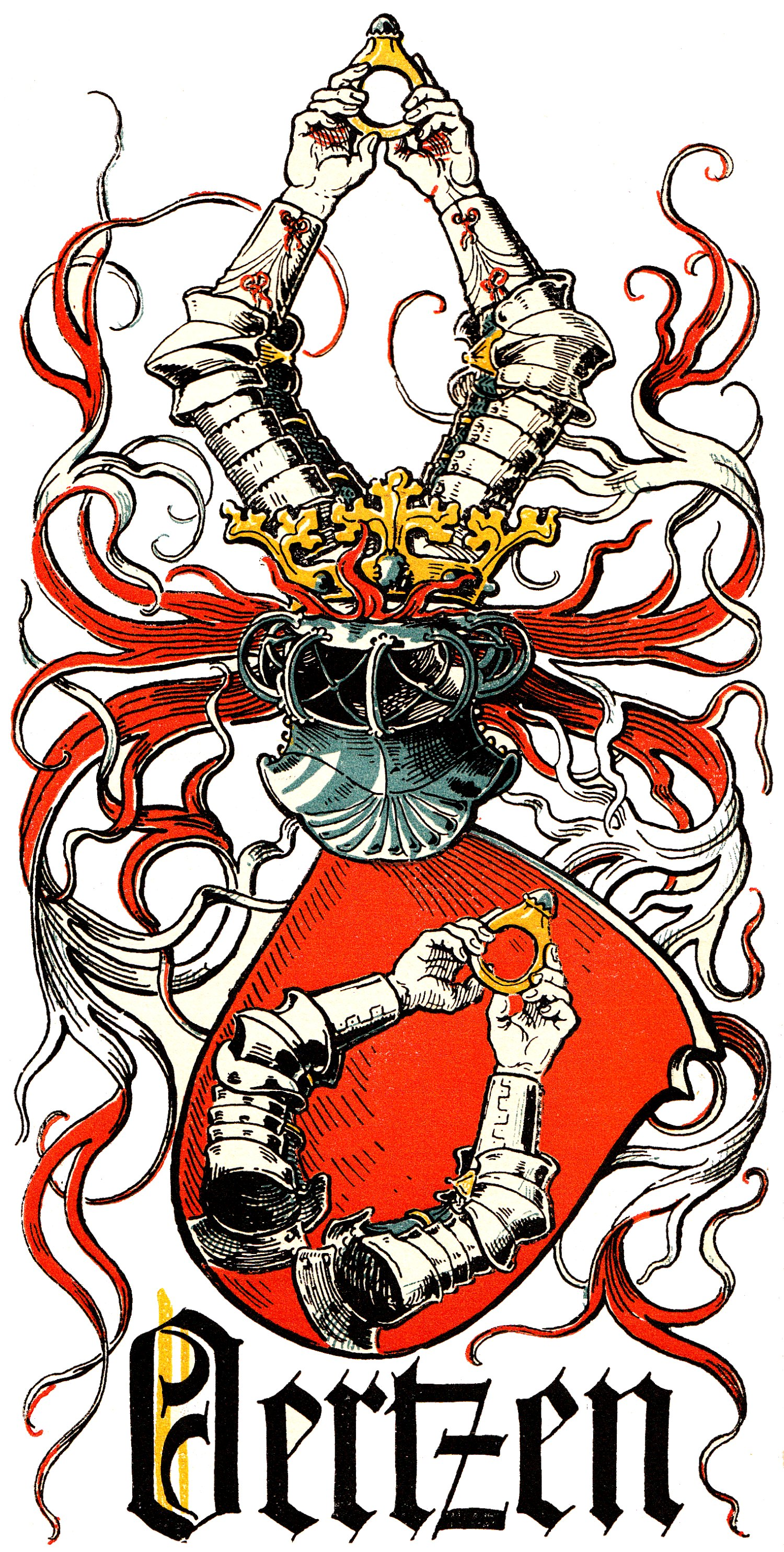
Graphique d'armoiries d'Otto Hupp dans le calendrier de Munich de 1904
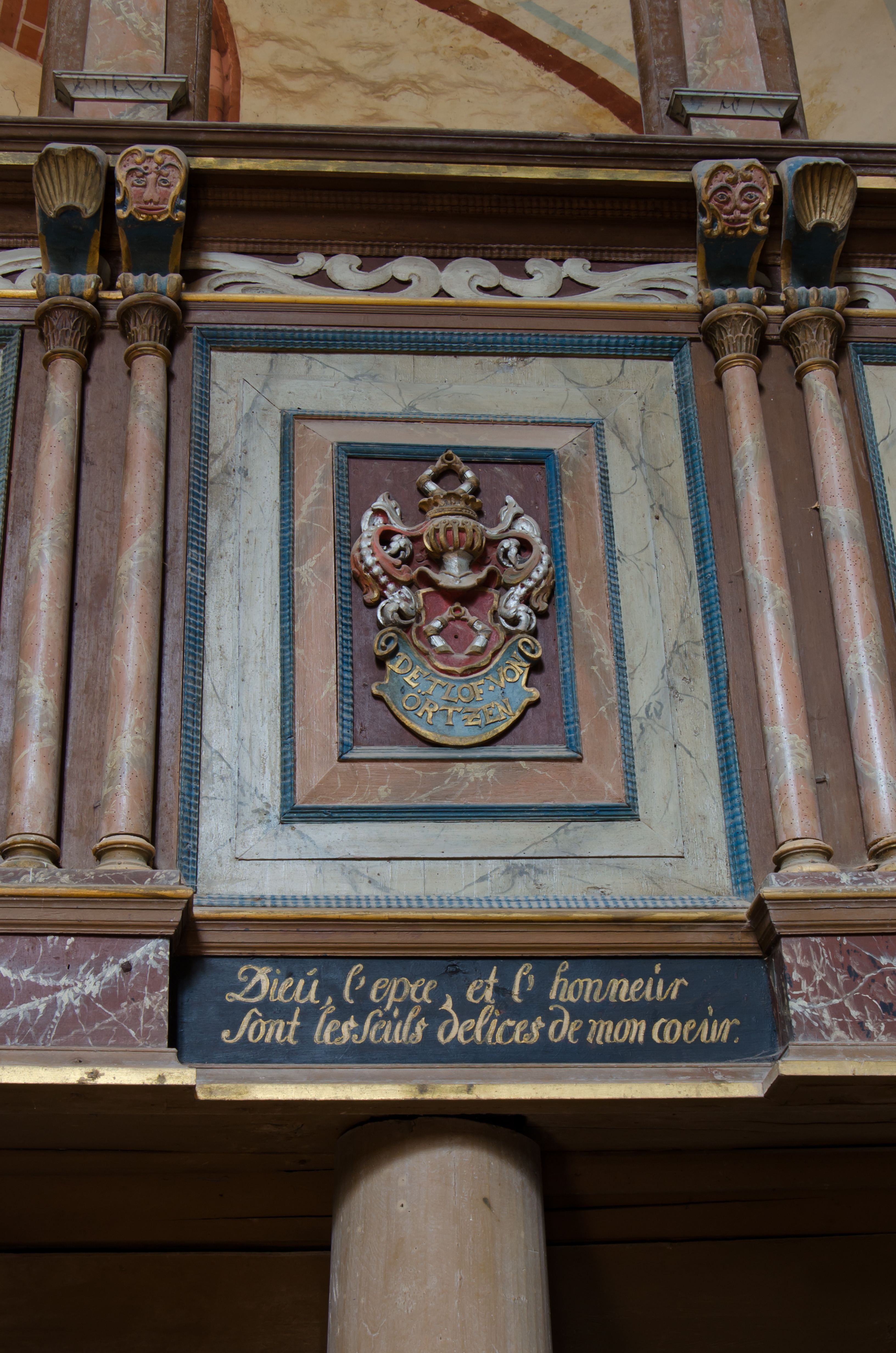
Armoiries de l'église du village d'Hanstorf (de)

## Personnalités
- Jasper von Oertzen (de) (1616–1657), maréchal de cour et sénéchal du domaine de Pinneberg
- Claus von Oertzen (de) (1638–1694), général de division royal danois
- Henning Ernst von Oertzen (de) (1695-1756), général de division prussien
- Friedrich von Oertzen (de) (1771-1848), avocat allemand, cofondateur et premier président de la Cour d'appel supérieure du Mecklembourg
- Gustav Dietrich von Oertzen (de) (1772-1838), propriétaire terrien du Mecklembourg et administrateur d'arrondissement
- Friedrich Christoph Viktor Lüder von Oertzen (de) (1773–1853), général de division prussien
- August von Oertzen (de) (1777–1837), président de la Chambre et ministre de Mecklembourg-Strelitz
- Carl von Oertzen (de) (1788-1837), administrateur et propriétaire de manoir dans le Mecklembourg
- Friedrich Albert von Oertzen (de) (1797–1873), fonctionnaire du gouvernement de Mecklembourg-Schwerin et député du Parlement de l'Union d'Erfurt
- Carl Ludwig von Oertzen (de) (1801-1871), juriste et compositeur allemand
- Jasper von Oertzen (de) (1801–1874), avocat administratif, ministre et diplomate
- Ludwig von Oertzen (de) (1801-1878), propriétaire terrien du Mecklembourg, administrateur d'arrondissement et homme politique
- Ludwig Georg von Oertzen (de) (1804–1879), administrateur d'arrondissement, député du Reichstag
- Karl von Oertzen (de) (1816–1893), propriétaire d'un manoir du Mecklembourg, chambellan, administrateur d'arrondissement et député du Reichstag
- Rudolph von Oertzen (de) (1819–1893), administrateur de l'arrondissement d'Anklam
- Heinrich von Oertzen (de) (1820–1897), capitaine suprême allemand et chambellan, député du Reichstag
- Wilhelm von Oertzen (de) (1828–1895), propriétaire foncier et administrateur d'arrondissement
- Georg von Oertzen (de) (1829-1910), diplomate allemand, fonctionnaire de la cour et écrivain
- Jasper von Oertzen (de) (1833–1893), figure du mouvement communautaire allemand
- Anton von Oertzen (de) (1836-1911), chef forestier et député du Reichstag
- Gustav von Oertzen (1836-1911), fonctionnaire colonial allemand et commissaire impérial en Nouvelle-Guinée allemande
- Ulrich von Oertzen (de) (1840–1923), propriétaire foncier, administrateur de l'arrondissement de Jüterbog-Luckenwalde et député du Reichstag
- Fortunat von Oertzen (de) (1842-1922), ambassadeur du Mecklembourg à Berlin, chef de l'administration du budget grand-ducal
- Wilhelm von Oertzen (de) (1843-1917), lieutenant général prussien
- Karl Friedrich von Oertzen (1844-1914), haut président de la province de Hohenzollern, président du district de Lunebourg, administrateur de l'arrondissement de Schlüchtern, de l'arrondissement de Grevenbroich (de) et de l'arrondissement d'Hanau (de)
- Victor Sigismund von Oertzen (de) (1844-1915), officier allemand, propriétaire foncier et administrateur de l'arrondissement de Mogilno et de l'arrondissement d'Hohensalza (de)
- Margarete von Oertzen (de) (1854-1934), écrivain allemand
- Victor von Oertzen (de) (1854-1934), lieutenant général prussien
- Eberhard von Oertzen (de) (1856-1908), naturaliste
- Elisabeth von Oertzen (de) (1860-1944), écrivain
- Detwig von Oertzen (de) (1876–1950), ministre évangélique et missionnaire
- Karl-Ludwig von Oertzen (de) (1876-1934), officier et écrivain militaire
- Guido von Oertzen (de) (1881–1966), entrepreneur et fonctionnaire d'entreprise
- Wilhelm von Oertzen (de) (1883–1945), propriétaire foncier, fondateur de la Herrengesellschaft Mecklenburg
- Detlof von Oertzen (de) (1886–1959), avocat administratif
- Dietrich von Oertzen (de) (1887-1970), avocat, ministre (DNVP)
- Elisabeth von Oertzen (de) (1887-1938), peintre et graphiste
- Helmuth von Oertzen (de) (1888–1952), officier militaire et homme politique (CDU), ministre des Transports de Thuringe
- Friedrich Wilhelm von Oertzen (de) (1898-1944), journaliste, publiciste et écrivain
- Rudolf von Oertzen (de) (1910-1990), jusqu'en 1945 à Saunstorf, compositeur et professeur d'université
- Jaspar von Oertzen (de) (1912-2008), acteur, réalisateur, auteur et homme politique (ÖDP)
- Hans-Ulrich von Oertzen (1915-1944), officier et résistant
- Wilhelm Thedwig von Oertzen (de) (1921-2011), journaliste agricole, chercheur familial et historien
- Peter von Oertzen (de) (1924–2008), politologue et ministre
- Hans-Joachim von Oertzen (de) (1925–2005), avocat administratif, auteur et photographe animalier
- Brunhild von Oertzen (1930–2002), abbesse de l'abbaye d'Isenhagen (de)
- Arwed Arnd von Oertzen (1938–2005), général de brigade
- Wolfram von Oertzen (de) (né en 1939), physicien expérimental et professeur d'université
- Viktor von Oertzen (de) (né en 1948), journaliste
- Timo von Oertzen (de) (né en 1975), psychologue

### Fonds d'archives
Archives principales d'État de Schwerin (de) (LHAS):
- LHAS 1.1-12 Verträge mit dem Reich.
- LHAS 1.1-13 Verträge mit außerdeutsche Staaten.
- LHAS 2.11-2/1 Auswärtige Beziehungen. (Acta externa)
- LHAS 2.12-3/2 Klöster und Ritterorden. Generalia, Dobbertin. Nr. 31 Ernennung und Bestätigung der Klosterhauptmänner 1790–1840.
- LHAS 2.263 Großherzogliches Marstallamt.
- LHAS 3.2-3/1 Landeskloster/Klosteramt Dobbertin.
- LHAS 3.2-3/2 Landeskloster/Klosteramt Malchow.
- LHAS 4.11-8 Mecklenburg-Strelitzsches Konsistorium.
- LHAS 4.12-4/1 Mecklenburg-Strelitzsches Ministerium, Abteilung Finanzen.
- LHAS 5.11-1 Mecklenburgische Abgeordnetenversammlung. 1848–1850.
- LHAS 5.12-3/1 Mecklenburg-Schwerinsches Ministerium des Innern.
- LHAS 5.12-4/3 Ministerium für Landwirtschaft, Domänen und Forsten.
- LHAS 5.12-7/1 Mecklenburg-Schwerinsches Ministerium für Unterricht, Kunst, geistliche und Medizinalangelegenheiten.
- LHAS 10.9 L/06 Personalnachlass Lisch, Friedrich. 1801–1883.
- LHAS 10.9 H/08 Personalnachlass Hildebrandt, Friedrich. 1898–1948.

Archives de l'Église d'État de Schwerin (LKAS)
- LKAS, Urkunden, Ökonomie Rostock.
- LKAS, OKR Schwerin, Specialia Abt. 1–4.
- LKAS, OKR Neustrelitz, Generalia und Varia.
- LKAS, Mecklenburg-Schwerinsche Landesregierung, Kirchenwesen, Generalia.

Archives de l'arrondissement du nord-ouest du Mecklembourg
- N2 Guts- und Herrenhäuser.

Archives de la ville de Rostock
- Bürgermeister und Rat: Kirchen, Klöster, Provisorte.
- Landtag, Ritter- und Landschaft.

Archives de la ville de Schwerin
- Magistrat, Nachlass- und Magistratsgericht.

Archives d'État de Wismar
- Kastenarchiv Techen.
- Städtisches Waisengericht.
- Prozßakten des Ratsgerichts 1690–1750.
- Testamente 1441–1865.
- Crull-Sammlung Stiche, Lithographien, Karten, Bilder.

### Sources imprimées
- Mecklenburgisches Urkundenbuch (MUB)
- Mecklenburgische Jahrbücher (MJB)